# Trichomanes ankersii
Espèce
Trichomanes ankersii est une espèce de fougères de la famille des Hyménophyllacées.
Synonyme : Lacostea ankersii (C.Parker ex Hook. & Grev.) Prantl
Synonyme possible signalé par l'index Tropicos : Trichomanes guianense J.W.Sturm
L'épithète spécifique est une dédicace à James Ankers, directeur d'une plantation de café à Essequibo (colonie)|Essquibo, alors colonie néerlandaise et située au Guyana, qui a découvert et transmis cette espèce à Charles Sandbach Parker.

## Description
Trichomanes ankersii est classé dans le sous-genre Lacostea.
Cette espèce a les caractéristiques suivantes :
- un rhizome long, fin ;
- des frondes espacées assez régulièrement pouvant atteindre 18 cm de long, sur 5 de large ;
- un limbe lancéolé, segmenté profondément une fois ;
- les sores sont situés à la base des segments ;
- l'indusie est tubulaire ;
- chaque sore porte une longue columelle foncée (de quatre fois la longueur de l'indusie).

Son aspect global est assez proche d'espèces voisines : Trichomanes tanaicum ou Trichomanes tuerchkeimiii.

## Distribution
Cette espèce, hémi-épiphyte, est présente en Amérique tropicale, dont la Guyane.